# Hypokondri
Hypokondri, sygdomsangst eller helbredsangst er en angstlidelse med overopmærksomhed på unormale fornemmelser i kroppen. Patienten tolker dem som tegn på en alvorlig sygdom. .
En person der lider af sygdommen kaldes en hypokonder, hvilket ofte fejlagtigt opfattes som en med indbildt sygdom. (Molière: Den indbildt syge).

## Eksterne Links
- Slip angsten: Sygdomsangst.

| Psykiatri | Spire Denne artikel om psykiatri er en spire som bør udbygges. Du er velkommen til at hjælpe Wikipedia ved at udvide den. |